# 拃
拃是人张开的手从拇指尖到小指（或中指）尖之间的距离，长约五寸。同时拃也是一个动词，表示用这样的方式量长度。
西方世界中，英语相對應的说法是span，是从拇指尖到小指尖之间的距离。在古代西方的算法中，1英拃等于1/2腕尺（cubit），参见英制。
英制中，1 span
= 9 英寸
= 0.2286 米
在斯拉夫语言中，类似的说法是 piad（复数 piędź，俄语 пядь），是从拇指尖到食指尖的宽度，参见“俄制單位”。
1 piad := 4 vershok
= 7 英寸
= 0.1778 米
在非洲文化的斯瓦希里语中，拃的對應概念是 futuri 。
在印地-乌尔都语以及印度、巴基斯坦其它北方语言中，拃一般用作非正式度量称为 bālisht（乌尔都：بالشت，印地语：बालिश्त）。